# Route A11 (Lettonie)
Pour les articles homonymes, voir A11.
La route A11 (Autoceļš A11) est une  route nationale de Lettonie à la frontière lituanienne. Elle mesure 58,9 km.

## Tracé
- Liepāja
- Nīca (lv)
- Rucava (lv)